# Eurocopter X3
El Eurocopter X3 es un prototipo de helicóptero híbrido de alta velocidad que realizó su primer vuelo el 6 de septiembre de 2010 después de dos años y medio de investigaciones. El demostrador X3 está equipado con dos motores turboeje que impulsan un rotor principal de cinco palas y dos hélices instaladas en unas pequeñas alas fijas. Este sistema de propulsión ofrece la velocidad de un avión turbohélice además de todas las capacidades propias de un helicóptero. El objetivo del proyecto es conseguir un aparato que pueda alcanzar velocidades máximas de 420 km/h —los helicópteros actuales más rápidos alcanzan como máximo 370 km/h—.

## Componentes
Francia

### Propulsión
| Sistema | País               | Fabricante | Notas                                  |
| ------- | ------------------ | ---------- | -------------------------------------- |
| Motor   | Bandera de Francia | Turbomeca  | 2 × Rolls-Royce Turbomeca RTM322-01/9a |

## Especificaciones
Referencia datos: HELI-EXPO 2009: Rolls-Royce confirms role in Eurocopter X3 programme

### Características generales
- Tripulación: 2
- Planta motriz: 2× Turboeje Rolls-Royce Turbomeca RTM322.
  - Potencia: 1693 kW (2334 HP; 2302 CV) cada uno.
- Hélices: Rotor principal de 5 palas y 1 hélice montada en cada extremo de las alas.

### Rendimiento
- Velocidad máxima operativa (Vno): 430 km/h (267 MPH; 232 kt)
- Velocidad crucero (Vc): 407 km/h (253 MPH; 220 kt)
- Techo de vuelo: 3810 m (12 500 ft)
- Régimen de ascenso: 25 m/s (4921 ft/min)

### Desarrollos relacionados
- Eurocopter AS365 Dauphin
- Eurocopter EC155

### Aeronaves similares
- Piasecki X-49
- Sikorsky X2
- Fairey Rotodyne